# Una ragazza per due
Una ragazza per due (Bending All the Rules) è un film commedia del 2002 diretto da Morgan Klein e Peter Knight.

## Trama
Kenna lavora come cameriera in un bar e nel frattempo sogna di diventare una fotografa di successo. Non ha un fidanzato stabile e la sua vita affettiva è piuttosto confusionaria, preferendo dedicarsi a rapporti occasionali in maniera disinibita. La sua infanzia è stata segnata dall'abbandono della madre, in seguito al quale è cresciuta nei luna park insieme a suo padre. Concentrata sulla sua vita lavorativa, Kenna non vuole lasciarsi coinvolgere da una relazione di coppia seria.
A un certo punto però, Kenna conosce contemporaneamente due ragazzi che la attraggono molto: uno è il sensibile barista e dj Jeff, l'altro è il brillante uomo d'affari Martin. Non volendo rinunciare a nessuno dei due, la ragazza mette a conoscenza dei fatti entrambi e li convince ad intraprendere una relazione aperta. I due uomini inizialmente accettano la proposta, ma ben presto tra loro sale la competizione per accaparrarsi il cuore di Kenna. Come se non bastasse, poco prima di inaugurare la sua mostra fotografica, la ragazza viene contattata da sua madre.